# Isola di Arthur
L'isola di Arthur  (in russo Остров Артура, ostrov Artura) è un'isola russa che fa parte dell'arcipelago della Terra di Francesco Giuseppe, nell'Oceano Artico.

## Geografia
L'isola si trova nella parte nord-ovest dell'arcipelago, a nord della Terra del Principe Giorgio; ha una superficie di 111 km² e un'altezza massima di 275 m. L'isola è quasi completamente ricoperta dal ghiaccio, ne sono prive solo piccole aree costiere: a nord-ovest capo Ledovoj Razvedki (мыс Ледовой Разведки) e a sud, capo Nizkij (мыс Низкий).

## Storia
L'isola è stata così chiamata in onore di Arthur Montefiore Brice, ricercatore e membro della Geological Society e segretario della spedizione polare Jackson-Harmsworth. Proprio durante la spedizione Jackson-Harmsworth, nella primavera del 1897, fu avvistata l'isola per la prima volta, ma l'esplorazione venne fatta in seguito durante il periodo sovietico.